# Georgian International Airlines
Georgian International Airlines (ранее известная как EuroLine) — грузинская авиакомпания со штаб-квартирой в Батуми, выполняющая регулярные и чартерные пассажирские перевозки по аэропортам городов Азии и Европы.

## История
Авиакомпания EuroLine была основана в июне 2004 года и начала коммерческие перевозки в конце того же года.
В феврале 2010 года совет директоров перевозчика принял решение о переименовании авиакомпании в Georgian International Airlines с соответствующей сменой логотипа и раскраски собственных самолётов.

## Флот
По состоянию на 2 мая 2010 года воздушный флот авиакомпании Georgian International Airlines состоял из следующих самолётов:
| Тип самолёта    | Эксплуатируется | Пассажирских мест | Пассажирских мест | Пассажирских мест | Примечания                         |
| Тип самолёта    | Эксплуатируется | C                 | Y                 | Всего             | Примечания                         |
| Boeing 737-500  | 0 (1)           | 0                 | 121               | 121               |                                    |
| Boeing 747-200B | 1               | -                 | -                 | -                 | В лизинге Global Aero Investments  |
| Fokker 70       | 0 (2)           | -                 | -                 | -                 | ранее эксплуатировался в а/к Malév |
| Saab 340B       | 3               | 4 0               | 29 35             | 33 35             | 1 в лизинге Mars RK                |
| Ту-134А         | 1               | 8                 | 68                | 76                |                                    |
| Як-40           | 1               | VIP               | VIP               | 46                |                                    |

### Выведенные из эксплуатации
- 1 × Ан-24